# Marta Topferova
Marta Topferova, née en 1975 à Ostrava en République tchèque, est une chanteuse et compositrice tchèque.
Fille d'acteurs elle commence à chanter à l'âge de huit ans dans la chorale Mladi un répertoire classique et folklorique. Avec cette chorale elle participe à des festivals en Allemagne et en Finlande dans les années 1980.
En 1987, à onze ans elle émigre avec sa mère à Seattle. Elle y chante dans une chorale classique jusqu'à ses quinze ans. Elle y est en contact avec la communauté latino et sa musique. Marta chante avec la chorale The Seattle Girls pendant 4 ans. Ensuite elle entre au El Bard College de New York et s'y spécialise en musique et danse.
En 1993, elle déménage à Morón de la Frontera en Espagne pour y étudier la musique espagnole et les percussions.
Après avoir passé deux ans entre l'Espagne et la République tchèque et effectué des voyages au Mexique et à Cuba elle retourne à New York en 1996.
Depuis elle compose, arrange et chante ses chansons originales. Elle collabore aussi avec d'autres groupes comme Lucía Pulido et Fiesta De Tambores.
Son style est situé entre la musique latine et les musiques du monde.
Ses influences musicales vont des sonorités andines de Inti-Illimani à la chanteuse argentine Mercedes Sosa. Son style est aussi influencé par le Flamenco de Camarón de la Isla, de Paco de Lucía, ainsi que de la musique brésilienne de Antônio Carlos Jobim et de Vinícius de Moraes. Il faut ajouter Ornella Vanoni, Guillermo Portabales, Atahualpa Yupanqui, Eliades Ochoa, Benny Moré, Los Compadres, Simón Díaz, etc.
Elle chante principalement en espagnol accompagnée d'artistes éminents comme Jenny Scheinman.

## Discographie
- 2024: Sombras, Moravia Publishing
- 2019: Cesta domů (single), Moravia Publishing
- 2017: Tento svět, Moravia Publishing
- 2016: Reencuentros, Senderos
- 2013 : Milokraj, Animal Music
- 2011 : The Other Shore, World Village / Harmonia Mundi
- 2009 : Trova, World Village / Harmonia Mundi.
- 2006 : Flor Nocturna, World Village / Harmonia Mundi.
- 2005 : La Marea, World Village / Harmonia Mundi.
- 2003 : Sueño Verde, Circular Moves/Rykodisc.
- 2002 : Homage To Homeland, Chansons folkloriques de Moravie et Slovaquie, Lyra Records.
- 2007 : Grano de Arena, dans la compilation Women of the World : Acoustic, Putumayo World Music